# Atlantis – En försvunnen värld
Atlantis – En försvunnen värld (engelska: Atlantis: The Lost Empire) är en amerikansk animerad film från 2001, producerad av Walt Disney Feature Animation. Filmen regisserades av Gary Trousdale och Kirk Wise, och bygger på legenden om den sjunkna ön Atlantis.
Filmen hade världspremiär den 3 juni 2001, amerikansk premiär den 15 juni det året och Sverigepremiär den 9 november samma år.

## Handling
Smithsonian Institution i Washington, D.C., 1914. Milo Thatch, sonson till den bortgångne forskningsresanden Thaddeus Thatch, vet allt om myten om den försvunna staden Atlantis och skulle bra gärna vilja resa dit, om bara någon trodde på honom. Det närmaste han har kommit sin dröm är jobbet i historiska museets pannrum. Men en kväll får han ett erbjudande av den rike Preston Whitmore, en gammal vän till Milos farfar, som han inte kan motstå: att bli vetenskaplig rådgivare för en expedition som vill hitta Atlantis. 
Atlantisexpeditionen leds av kommendörkapten Rourke, och bland de andra medlemmarna finns Rourkes tyska högra hand löjtnant Helga Sinclair, den italienska sprängämnesexperten Vinny, den indianska fältläkaren Fiin, den tuffa tonåriga mexikanska chefsmekanikern Audrey, radiooperatören Packard, den franska mullvadsliknande grävaren Molière och Kakan, kocken med världens läbbigaste mat. Ombord på en stor u-båt attackeras expeditionen av ett enormt undervattensmonster kallat Leviatan, men den här lilla gruppen överlever.
Efter att ha tampats med Leviatan, och med Väktarens bok som karta, tar sig gruppen genom magnifika underjordiska gångar och kommer till slut fram till Atlantis. Gruppen upptäcker att staden lever och Milo börjar umgås med stadens äventyrslystna vackra prinsessa Kidagakash, kallas Kida, som visar honom runt i staden där han upptäcker mer och mer av dess hemligheter. Men snart kommer det visa sig att Rourke och de andra i gruppen har haft med sig en lömsk plan i bagaget och det blir upp till Milo att rädda Atlantis.

## Om filmen
Ett konstgjort språk, atlantiska, utvecklades till filmen av Marc Okrand. Mike Mignola bidrog till filmen som produktionsdesigner medan Gary Rydstrom bidrog som ljuddesigner.

## Rollista
| Figur                                                                                     | Engelsk röst        | Svensk röst              |
| ----------------------------------------------------------------------------------------- | ------------------- | ------------------------ |
| Milo James Thatch                                                                         | Michael J. Fox      | Linus Wahlgren           |
| Överste Lyle Tiberius Rourke                                                              | James Garner        | Sven-Bertil Taube        |
| Prinsessan Kidagakash "Kida" Nedakh                                                       | Cree Summer         | Sara Sommerfeld          |
| Vincenzo "Vinny" Santorini                                                                | Don Novello         | Michalis Koutsogiannakis |
| Dr. Joshua Strongbear Fiin (Dr. Joshua Strongbear Sweet i original)                       | Phil Morris         | Mikael Persbrandt        |
| Löjtnant Helga Katrina Sinclair                                                           | Claudia Christian   | Anki Albertsson          |
| Audrey Rocio Ramírez                                                                      | Jacqueline Obradors | Frida Nilsson            |
| Gaetan "Mullvaden" Molière (Gaetan "Mole" Molière i original)                             | Corey Burton        | Anders Öjebo             |
| Wilhelmina Bertha Packard                                                                 | Florence Stanley    | Gunvor Pontén            |
| Preston B. Whitmore                                                                       | John Mahoney        | Per Myrberg              |
| Jebidiah Allardyce "Kakan" Farnsworth (Jebidiah Allardyce "Cookie" Farnsworth i original) | Jim Varney          | Hans Lindgren            |
| Kashekim Nedakh, kungen av Atlantis                                                       | Leonard Nimoy       | Sture Hovstadius         |
| Fenton Q. Harcourt                                                                        | David Ogden Stiers  | Stefan Ljungqvist        |